# Centre de recherches, d'information et de documentation notariales
Les Centres de recherches, d'information et de documentation notariales (Cridon) sont des organismes français constitués sous forme de GIE ou d'associations, qui ont pour objectif d'aider les notaires à se documenter et à se former, afin qu'ils puissent remplir leurs missions et assumer leurs responsabilités.

## Missions
Les Cridon proposent différents services aux notaires de leur ressort :
- consultations juridiques (par téléphone, par courrier, par courrier électronique) ;
- envoi de documentation ;
- séminaires de formation continue ;
- publication de revues et de brochures spécialisées.

Ils permettent notamment aux notaires de se tenir informés de l'évolution du droit depuis leur formation initiale.

Carte de la France métropolitaine montrant les zones de compétence des Cridon.

## Historique
Le premier Cridon est créé à Lyon en 1962, puis quatre autres se forment dans les quatre années qui suivent.

## Ressort territorial
Chaque Cridon a compétence exclusive sur une zone géographique définie, correspondant à un ensemble de départements. Les études notariales situées dans un département ne peuvent ainsi consulter que le seul Cridon dans le ressort duquel se situe ce département. 
Les quatre départements d'outre-mer sont rattachés au Cridon de Paris.
| Cridon | Cridon            | Année de création | Statut | SIREN       | Siège                               | Zone géographique | Site web         |
| ------ | ----------------- | ----------------- | ------ | ----------- | ----------------------------------- | --- | ---------------- |
|        | Cridon Lyon       | 1962              | GIE    | 318 163 128 | Lyon 6e 37 boulevard des Brotteaux  | 32 départements : Ain (01), Allier (03), Alpes-de-Haute-Provence (04), Hautes-Alpes (05), Alpes-Maritimes (06), Ardèche (07), Bouches-du-Rhône (13), Corse-du-Sud (2A), Haute-Corse (2B), Côte-d'Or (21), Doubs (25), Drôme (26), Gard (30), Hérault (34), Isère (38), Jura (39), Loire (42), Haute-Loire (43), Lozère (48), Haute-Marne (52), Moselle (57), Puy-de-Dôme (63), Bas-Rhin (67), Haut-Rhin (68), Rhône (69), Haute-Saône (70), Saône-et-Loire (71), Savoie (73), Haute-Savoie (74), Territoire de Belfort (90), Var (83), Vaucluse (84) | cridon-lyon.fr   |
|        | Cridon de Paris   | 1964              | GIE    | 3029 80 214 | Paris 13e 180 avenue de Choisy      | 20 départements : Aube (10), Calvados (14), Eure (27), Eure-et-Loir (28), Indre-et-Loire (37), Loir-et-Cher (41), Loiret (45), Manche (50), Marne (51), Orne (61), Paris (75), Seine-Maritime (76), Seine-et-Marne (77), Yvelines (78), Yonne (89), Essonne (91), Hauts-de-Seine (92), Seine-Saint-Denis (93), Val-de-Marne (94), Val-d'Oise (95) 4 départements d'outre-mer : Guadeloupe (971), Martinique (972), Guyane (973), Réunion (974) | cridon-paris.fr  |
|        | Cridon Nord-Est   | 1965              | Assoc. | 434 500 070 | Lille 11 rue de Puebla              | 9 départements : Aisne (02), Ardennes (08), Meurthe-et-Moselle (54), Meuse (55), Nord (59), Oise (60), Pas-de-Calais (62), Somme (80), Vosges (88) | cridon-ne.org    |
|        | Cridon Sud- Ouest | 1966              | Assoc. | 781 840 806 | Bordeaux 18 rue Claude-Boucher      | 21 départements : Ariège (09), Aude (11), Aveyron (12), Cantal (15), Charente (16), Charente-Maritime (17), Corrèze (19), Creuse (23), Dordogne (24), Haute-Garonne (31), Gers (32), Gironde (33), Landes (40), Lot (46), Lot-et-Garonne (47), Pyrénées-Atlantiques (64), Hautes-Pyrénées (65), Pyrénées-Orientales (66), Tarn (81), Tarn-et-Garonne (82), Haute-Vienne (87) | cridon-so.fr     |
|        | Cridon Ouest      | 1966              | Assoc. | 786 016 428 | Nantes 35 boulevard Albert-Einstein | 14 départements : Cher (18), Côtes-d'Armor (22), Finistère (29), Ille-et-Vilaine (35), Indre (36), Loire-Atlantique (44), Maine-et-Loire (49), Mayenne (53), Morbihan (56), Nièvre (58), Sarthe (72), Deux-Sèvres (79), Vendée (85), Vienne (86) | cridon-ouest.com |